# Boeing 307 Stratoliner
Boeing Model 307 Stratoliner byl dopravní letoun vyráběný na sklonku 30. let 20. století americkou společností Boeing. Jednalo se o první na komerčních linkách nasazený dopravní letoun s přetlakovou kabinou pro cestující. Ta mu umožňovala létat ve výškách kolem 6000 m, kde už let neovlivňovalo počasí. Model 307 měl pětičlennou posádku a kapacitu 33 cestujících. Vnitřní průměr kabiny činil 3,5 m (12 stop). Poprvé k posádce patřil i letový inženýr.

## Vznik a vývoj

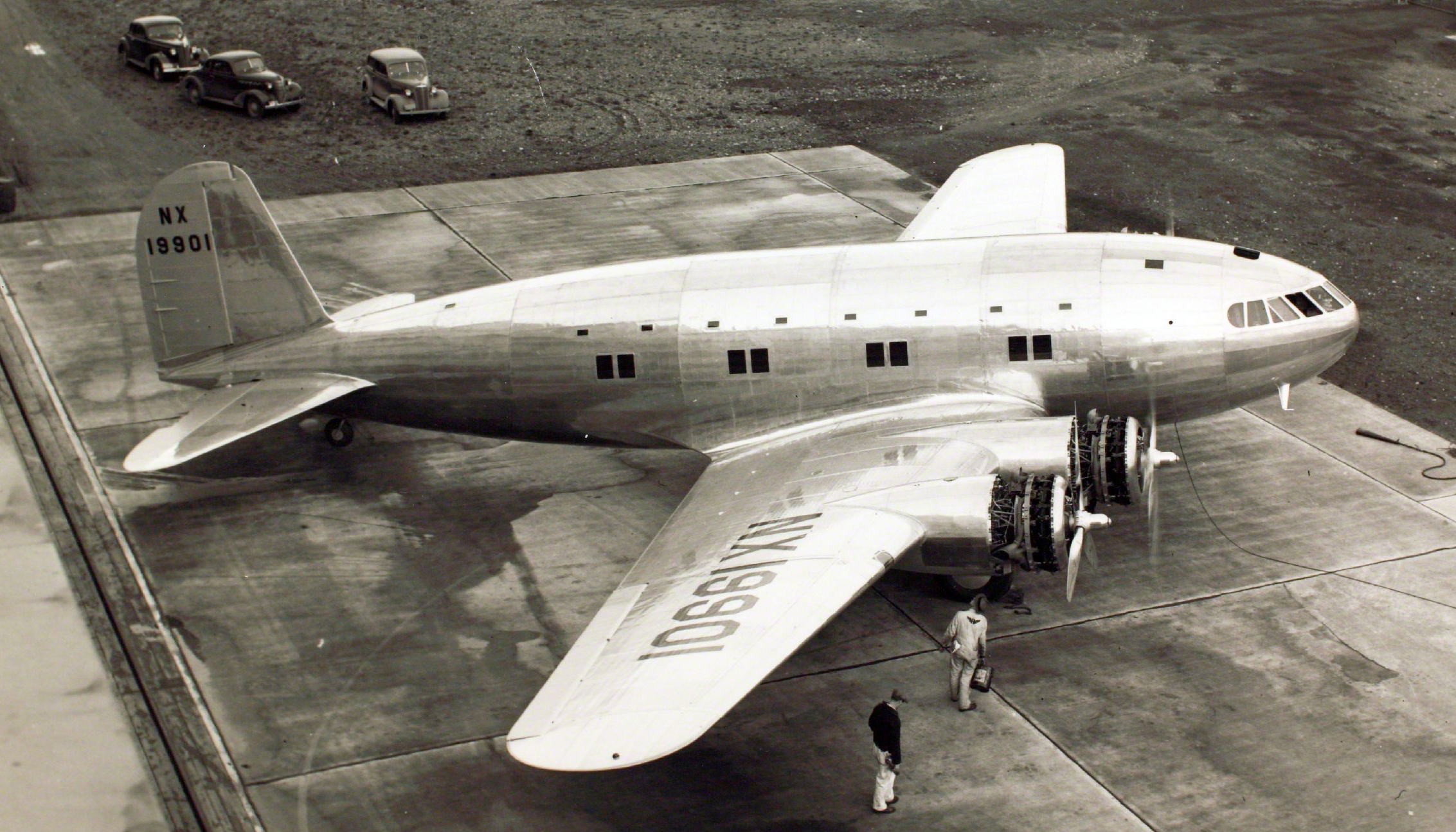
Prototyp letounu Boeing Model S-307 Stratoliner (výrobní číslo 1994, imatrikulace NX19901)

Stroj vznikl na základě Boeingu 299H (vojenským označením B-17C), z něhož převzal křídla (s modifikovanými sloty na náběžné hraně), ocasní plochy a pohonné jednotky Wright GR-1820 Cyclone. Zcela nově zkonstruovaný trup kruhového průřezu, obsahující přetlakovou kabinu pro cestující, zvětšil celkové rozpětí křídel letounu na 107 stop a 3 palce (~32,7 m) oproti 103 stopám a 9 palcům (~31,6 m) u B-17C.
Výrobu prvního prototypu Boeingu Model S-307 Stratoliner (výrobní číslo 1994, imatrikulace NX19901) objednaly americké aerolinky Pan American World Airways. Poprvé vzlétl 31. prosince 1938. Kapitánem byl vedoucí letových zkoušek Edmund „Eddie“ Allen a druhým pilotem byl Julius Barr. Allen byl na palubě při prvních osmnácti zkušebních letech. Dne 18. března 1938 byl prototyp zničen při letecké nehodě. Odstartoval z továrního letiště Boeing Field v Seattlu ve svému devatenáctému zkušebnímu letu. Velel mu zkušební pilot Julius Barr, který prototyp poprvé řídil o dva dny dříve a jako kapitán s ním měl nalétány dvě hodiny a šest minut. Na palubě bylo celkem deset osob, včetně technického ředitele nizozemských aerolinek KLM Pieter Guillonard a zástupce tamního leteckého úřadu Alberta Gillise von Baumhauera. Za letu prováděli sérii zkoušek, načež se letoun dostal do střemhlavého letu a ve vzduchu se částečně rozpadl. Prototyp byl zničen a všech deset osob na palubě zemřelo.
Po nehodě bylo rozhodnuto nahradit původní svislou ocasní plochu novou o větších rozměrech, jejíž tvar se později stal typickým i pro další modely typu B-17.

## Služba

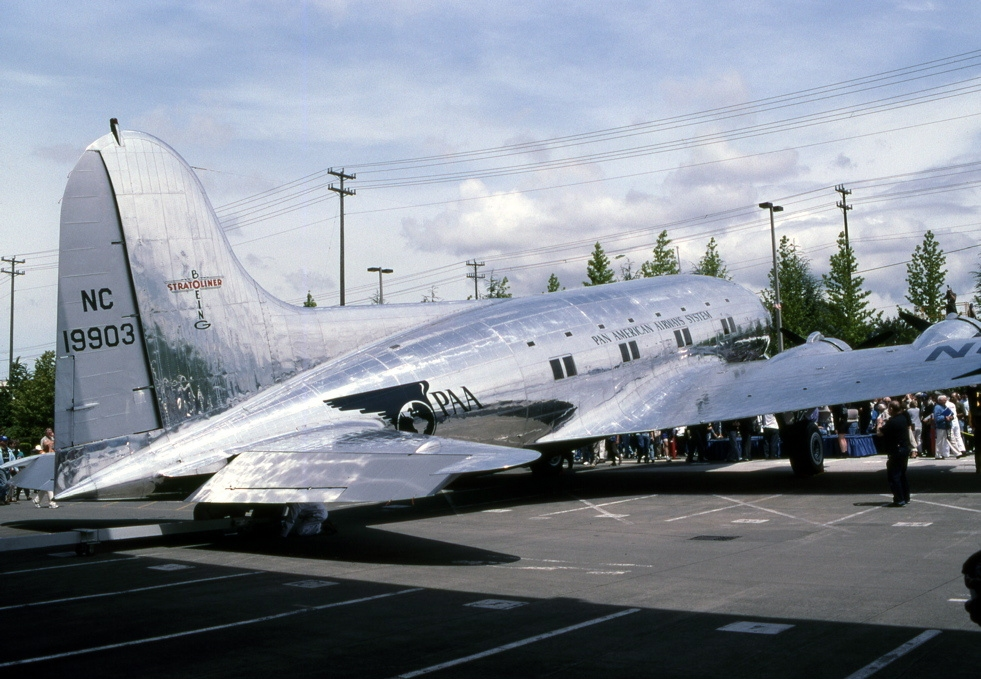
Boeing S-307 Stratoliner (výr. č. 2003, imatrikulace NC19903, „Clipper Flying Cloud“), letecká společnost Pan Am

Celkem bylo vyrobeno 10 Stratolinerů, včetně prototypu. Od roku 1940 bylo pět z nich společností Transcontinental & Western Air provozováno na lince mezi Los Angeles a New Yorkem, a tři exempláře nasadila Pan Am z Miami do různých destinací v Latinské Americe.
Multimilionář Howard Hughes si jeden Stratoliner verze SB-307B (výr. č. 1997, NC19904) koupil 13. července 1939 pro osobní potřebu a nechal si ho předělat na luxusní „létající byt“. V roce 1948 byl ten samý stroj odprodán ropnému magnátovi Glennu McCarthymu.
Ten jej v roce 1962 prodal E. K. Noldovi, poté stroj vlastnila organizace Florida Jet Research Corporation. Pak stroj skončil v Hollywoodu u Investors Enterprises Inc., aby byl vzápětí prodán zpět na Floridu dalšímu milionáři J. E. McCaughtrymu.
Svou dlouhou službu stroj ukončil v zimě roku 1965, kdy byl zcela zničen hurikánem Cleo na floridském letišti ve Fort Lauderdale.
Jediný dochovaný Boeing Model 307 (výr. č. 2003, NC19903) je vystaven v Smithsonian Museum's Steven F. Udvar-Hazy Center. Na svém posledním letu před předáním do muzea 29. března 2002 tento stroj havaroval, když mu postupně vypověděly službu všechny motory. Zřítil se do zátoky Elliott Bay v Seattlu ve státě Washington.

## Varianty

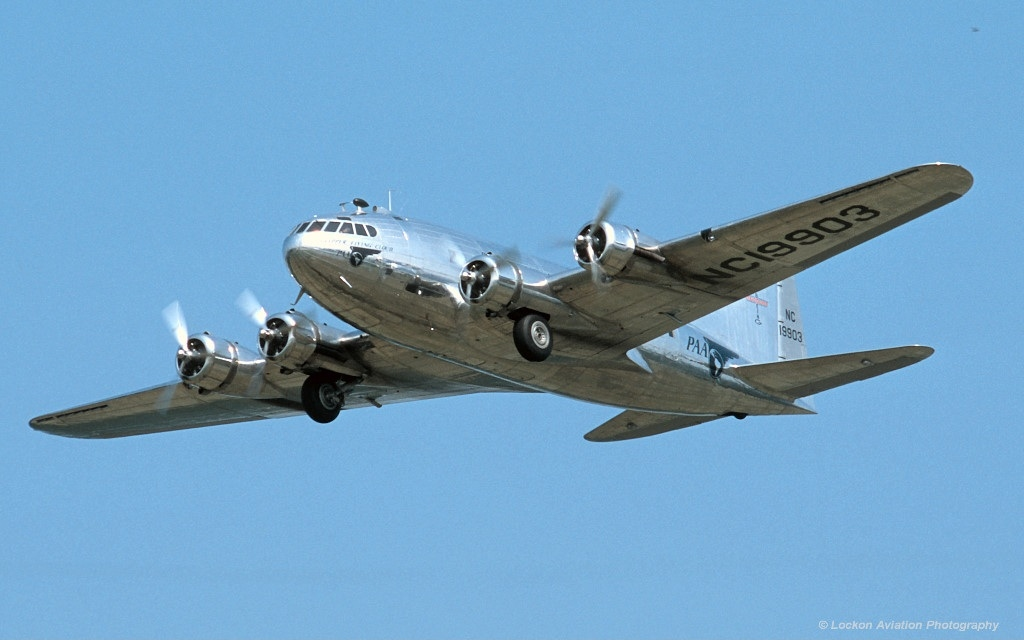
Stratoliner „Clipper Flying Cloud“ v letu.

S-307
Čtyři exempláře pro Pan Am (někdy také označované jako PAA-307), včetně prototypu. Tři sériové kusy (pojmenované Comet, Flying Cloud a Rainbow) používány na linkách do Jižní Ameriky, prototyp byl ztracen již během letových zkoušek. Za druhé světové války byly užívány United States Army Air Forces pod původním civilním označením. Po krátké opětovné poválečné službě u Pan Am byly prodány různým provozovatelům mimo USA.
SA-307B
Pět exemplářů pro Transcontinental and Western Air (TWA). Od PAA-307 se odlišovaly tvarem krytů motorů a zavěšením klapek.
C-75
Označení pro SA-307B rekvírované během druhé světové války United States Army Air Forces.
SA-307B-1
Označení pro letouny SA-307B, před návratem do služby u TWA rekonstruované za použití křídel a dalších komponent z B-17G, s motory GR-1829-G666 o výkonu 1200 hp, elektroinstalací z B-29 Superfortress, odstraněným přetlakováním kabiny a přepravní kapacitou zvětšenou na 38 pasažérů. V roce 1951 odprodány francouzské společnosti Aigle Azur.
SB-307B
Jeden kus vyrobený pro Howarda Hughese pro jeho pokus o překonání rychlostního rekordu v letu kolem světa. Od SA-307B se lišil původní svislou ocasní plochou odpovídající prototypu, motory GR-2600 Twin Cyclone, změnami motorových krytů a instalací dodatečných palivových nádrží do prostoru pasažérské kabiny, zvětšujících zásobu paliva o 2 290 galonů (8 668,6 l). Po opuštění pokusu o rekord, v důsledku vypuknutí druhé světové války, byl přestavěn na luxusně vybavený soukromý letoun. Později byl prodán texaskému milionáři Glennu McCarthymu a po něm dalším vlastníkům. Po poškození hurikánem na Floridě v roce 1965, vedoucímu k odepsání letadla, byl prodán do šrotu. Zbytky trupu byly poté jejich novým vlastníkem přestavěny na hausbót.

## Uživatelé

### Civilní
- Francie
  - Aigle Azur
- Laos
  - Air Laos - bývalý letoun Aigle Azur
- Spojené státy americké
  - Howard Hughes - zakoupil jeden letoun
  - Pan Am - společnost provozovala tři letouny
  - TWA - společnost provozovala pět letounů verze SA-307B: výr. č. 1996, pozn. značka NC19905, 1998, NC19906, 1999, NC19907, 2000, NC19908 a 2001, NC19909.[zdroj⁠?!]

### Vojenští
- Haiti
  - Haitské ozbrojené síly
- Spojené státy americké
  - United States Army Air Forces

## Specifikace (Boeing 307)

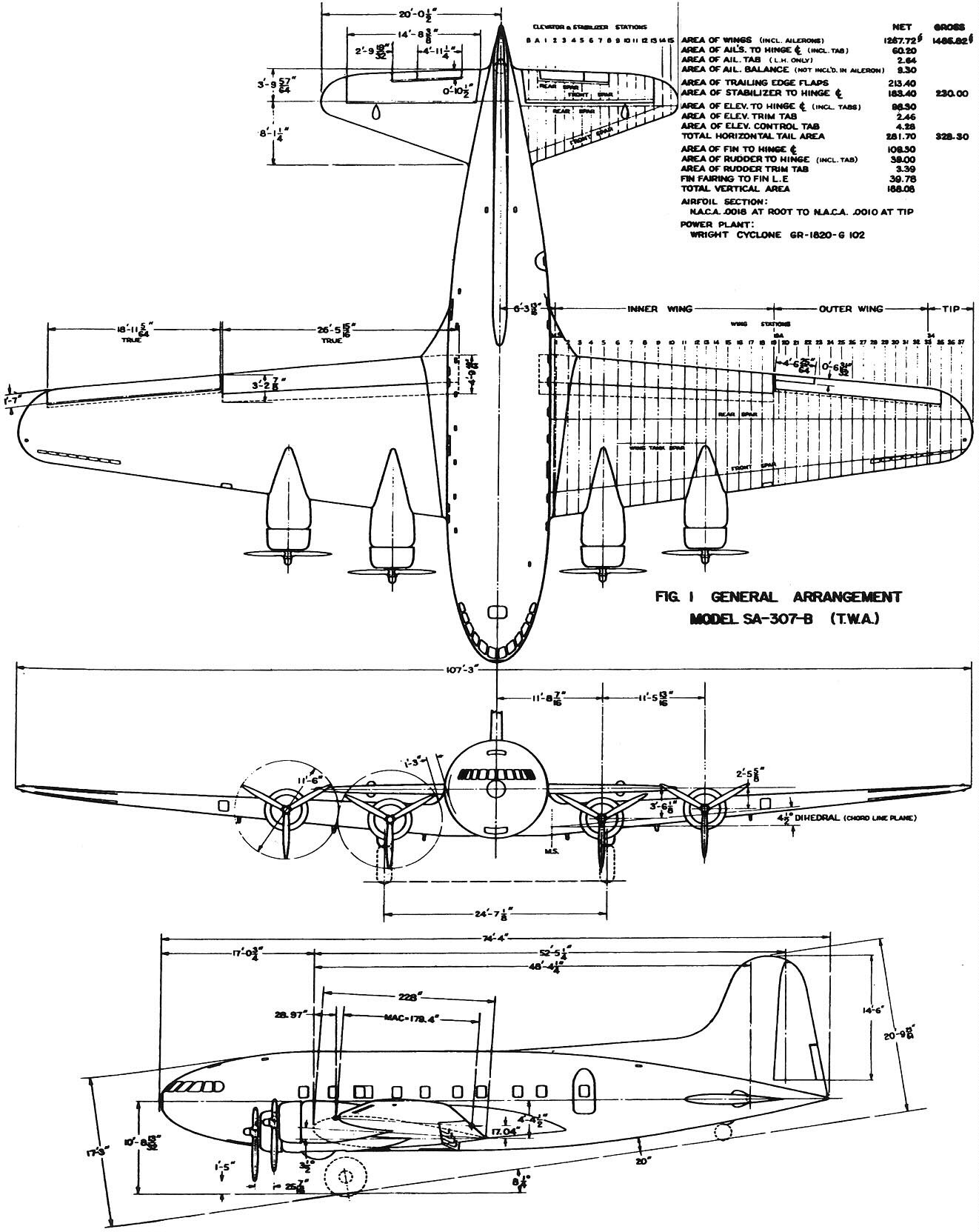
Třípohledový nákres Boeingu 307

Data podle: Boeing: History

### Technické údaje
- Osádka: 5 (včetně 2 pilotů a 1 letového inženýra)
- Kapacita: 33 cestujících
- Rozpětí: 32,61 m
- Délka: 22,66 m
- Výška: 6,34 m
- Nosná plocha: 138,0 m²
- Plošné zatížení: 138 kg/m²
- Hmotnost prázdného letounu: 13 608 kg
- Vzletová hmotnost : 19 050 kg
- Pohonná jednotka: 4× vzduchem chlazený hvězdicový motor Wright GR-1820
- Výkon pohonné jednotky: 900 k (671 kW)

### Výkony
- Maximální rychlost: 357 km/h
- Dostup: 7985 m
- Stoupavost: m/s
- Poměr výkon/hmotnost: 140 W/kg
- Dolet: 3846 km